# 14. Armee
14. Armee var namnet på en tysk armé under andra världskriget.
Förbandet bildades 1 augusti 1939 ur armégruppkommando 5. 
Den 21 oktober namnändrades förbandet till 12:e armén.
Den 18 november 1943 återbildades förbandet i Italien där 14:e armén deltog i striderna under den återstående tiden av andra världskriget. Förbandet kapitulerade den 2 maj 1945.

## Invasionen av Polen
14. Armee angrepp i riktning mot Kraków.

### Organisation
Var en del av armégrupp Syd
- VIII. Armeekorps (Ernst Busch)
- XVII. Armeekorps (Werner Kienitz)
- XVIII. Armeekorps (Eugen Beyer)
- XXII. Armeekorps (Ewald von Kleist)

## Försvaret av den gotiska linjen

### Organisation
Arméns organisation den 13 oktober 1944:
- I. Fallschirm-Korps
- XIV. Panzerkorps

## Befälhavare
- Generaloberst Wilhelm List 	(26 aug 1939 - 13 okt 1939)
- Generaloberst Eberhard von Mackensen 	(5 nov 1943 - 5 juni 1944)
- General der Panzertruppe Joachim Lemelsen (5 juni 1944 - 15 okt 1944)
- General der Panzertruppe Fridolin von Senger und Etterlin 	(15 okt 1944 - 24 okt 1944)
- General der Artillerie Heinz Ziegler 	(24 okt 1944 - 22 nov 1944)
- General der Panzertruppe Traugott Herr 	(24 nov 1944 - 16 dec 1944)
- General der Infanterie Kurt von Tippelskirch 	(16 dec 1944 - 17 feb 1945)
- General der Panzertruppe Joachim Lemelsen 	(17 feb 1945 - 2 maj 1945)